# Violence dans le sport

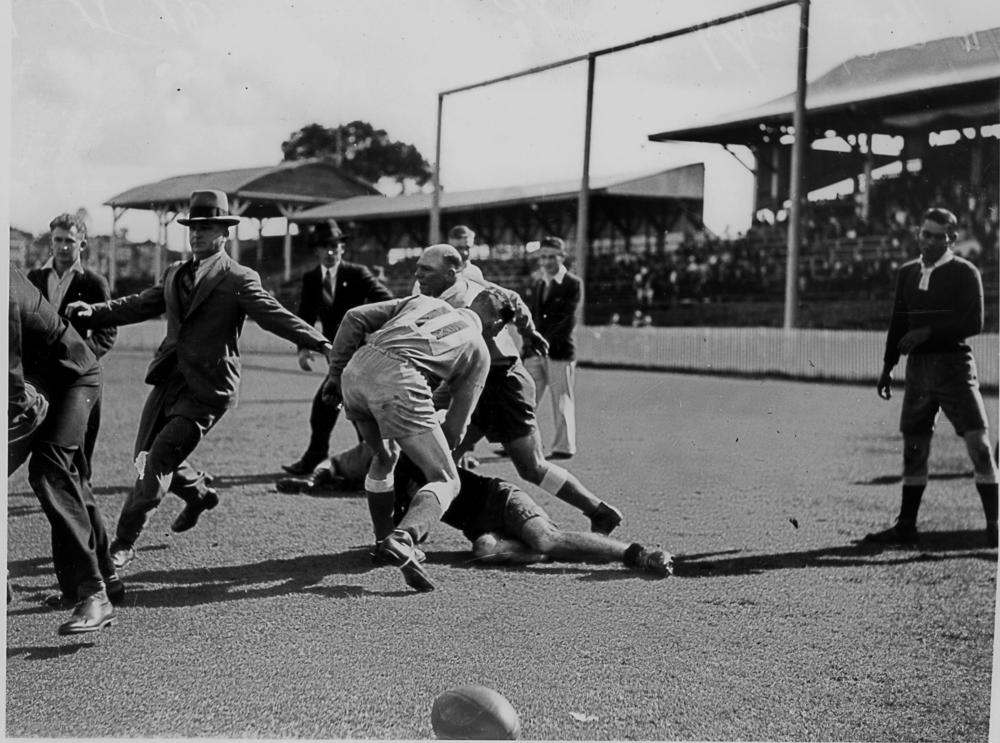
Bagarre lors d'un match de Rugby en Australie en 1935.

La violence dans le sport et autour des sports fait partie de ces phénomènes qui inquiètent la société en général et plus particulièrement les fédérations sportives, les pouvoirs publics, les sportifs aux-mêmes. Elle parait contraire aux valeurs du sport comme le plaisir de jouer, le fair-play, le respect des concurrents, l’antiracisme, même si la rivalité qui peut opposer deux compétiteurs ou deux équipes fait aussi partie du sport

## Définitions et champs de la violence dans le sport
La violence dans le sport concerne la plupart des activités sportives car la violence ne se limite pas à la force qui porte atteinte à l’intégrité physique des personnes, elle revêt des formes, verbales et psychologiques. Et, en conséquence la violence n’est pas réservée à certains sports ; elle touche des sports collectifs, des sports de combat et des sports individuels. Julian Jappert, précise que le sport est le reflet de la société et donc tous les sports sont concernés, professionnels comme amateurs. Les violences concernent aussi bien les relations des sportifs entre eux que les relations des sportifs avec les entraîneurs, les dirigeants et les arbitres, les comportements des supporters.

## Histoire de la violence dans le sport
Très généralement l'histoire du sport décrit comme modèle les sports de l'antiquité et plus particulièrement les jeux olympiques qui durèrent plus de mille ans (de 776 av. J.-C. à 393). Cependant le rapprochement avec les pratiques et compétitions actuelles ne peut être fait qu'avec prudence tant les conditions étaient très différentes. La violence acceptée dans le sport était très supérieure à la nôtre et les jeux grecs n'obéissaient guère à l'esprit de loyauté. Lors du Moyen Âge, puis de la Renaissance, divers jeux sportifs sont pratiqués  comme le croquet (ou jeu de mail), le tir à l'arc (l'une des premières compétitions se déroule en 1895, en Angleterre, avec plus de 300 000 participants), la soule (ancêtre du football). Mais la compétition emblématique est le tournoi, un combat de chevaliers comportant diverses épreuves, dont des combats à pied, mais dont l'image la plus forte reste celle du chevalier avec une lance. Au cours de la Renaissance le sport le plus pratiqué est sans doute le jeu de Paume (En 1657, 114 salles de jeu de paume sont recensées à Paris). Contrairement aux précédents ce n'est pas un sport violent et les femmes le pratiquent. Dans la seconde moitié du XIXe siècle puis dans la première moitié du XXe siècle de nombreux sports sont inventés en Angleterre et se répandent rapidement dans le monde : courses hippiques, football, lutte, boxe, tennis, chasse au renard, aviron, le croquet, athlétisme ; il s'agit plutôt d'activités de loisirs aristocratiques ou mondains. Cependant dans le football des violences existent dans les stades dès la fin du XIXe siècle ; elles sont spontanées et sont le fait des supporters ; elles concernent aussi bien le sport professionnel qu'amateur. Pierre de Coubertin après avoir analysé la formation sociale et morale des établissements scolaires britanniques, commence, à partir de 1887, une campagne de promotion du sport scolaire en France. Les Jeux de la première olympiade ont lieu en 1896 à Athènes, après la création du Comité international olympique. Le serment prononcé par un athlète et écrit par Pierre de Coubertin en 1920, est «Nous jurons que nous nous présentons aux jeux Olympiques en concurrents loyaux, respectueux des règlements qui les régissent et désireux d’y participer dans un esprit chevaleresque, pour l’honneur de nos pays et pour la gloire du sport.»  C'est à partir des années 1970 avec l'apparition des groupes de supporters que la violence est devenue une réalité sociale telle que juristes et institutions n'ont pu l'ignorer.

## La violence psychologique dans le sport
La violence dans le sport est un sujet populaire abondamment traité dans les œuvres littéraires et les médias. Cette violence est principalement en lien avec la violence physique subit par les sportifs. La violence psychologique n’est pas autant visible que la violence physique, mais elle serait autant et sinon plus néfaste pour un athlète. Pour bien comprendre le concept de la violence psychologique dans un cadre sportif, voici une définition selon Kerr et Stirling (2012) :
Les comportements doivent survenir dans la relation entraîneur-athlète alors qu'ils ont le potentiel de nuire au bien-être émotionnel de l'athlète (repousser, terroriser, rabaisser, humilier, menacer, exploiter/corrompre), ces comportements se produisent à plusieurs reprises et sur une certaine période de temps, les actes surviennent dans une relation où l'agresseur a une influence significative sur le sens de sécurité et de confiance des besoins de l'autre.

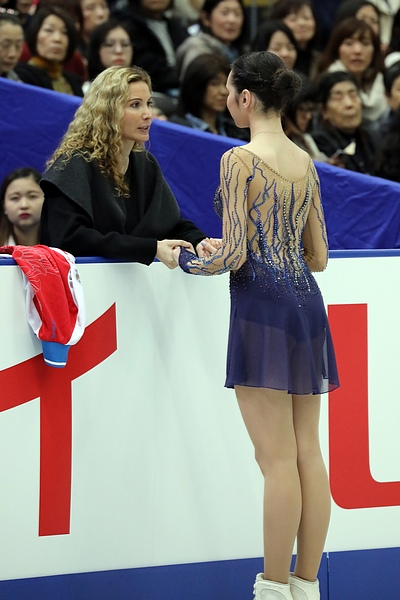
Eteri Tutberidze, entraineuse connue pour ses techniques exigeantes.

Selon l’Institut national de Santé publique du Québec : « au Québec, une étude menée auprès de 1 055 jeunes athlètes âgés de 14 à 17 ans [relève] que 79,2 % de ceux-ci auraient fait l’expérience d’au moins une forme de violence psychologique au cours de leur carrière sportive ». Cette violence psychologique peut avoir des conséquences sur le développement d’un jeune sportif. Des études sur le sujet témoignent d’impacts physiques, cognitifs, émotionnels, comportementaux et relationnels chez ces athlètes. Par exemple, certains sportifs vont développer une problématique au niveau de l’assiduité à leurs entrainements ou abandonner leur pratique sportive. Au niveau des conséquences physiques, certains développeront des problèmes nutritionnels, de sommeils et de diverses dépendances (alcool, drogues et jeux). Sur le plan psychologique, une victime de violence psychologique dans le sport pourrait développer des problèmes d’anxiété, de dépression et d’isolement social et certains peuvent aller jusqu’au suicide.Compte tenu de l’augmentation de la violence dans le sport, le gouvernement du Québec a mis en place « une Régie de la sécurité dans les sports. Cet organisme public indépendant s’est vu conféré des fonctions conseil, d’assistance, d’éducation, de contrôle, d’information ainsi que d’analyse et recherche ». Selon Michelyne Routhier : « Les principales caractéristiques à développer par la pratique de ce sport se regroupe ainsi: honneur, respect, dignité, maitrise de soi, sens des responsabilités et esprit sportif ».

## Les violences entre les sportifs
Le coup de tête de Zinédine Zidane  contre Marco Materazzi lors de la Coupe du monde de football en 2006 par la médiatisation que symbolise les actes d'agression que peut commettre un sportif. La violence verbale, due au racisme par exemple, est  présente sur les terrains. Par exemple le 15 octobre 2011 Patrice Evra accuse un autre joueur, Luis Suarez d’avoir tenu des propos racistes à son égard en l'ayant qualifié de « negrito » à une dizaine de reprises durant la rencontre. La FIFA  sanctionne Luis Suarez de 8 matchs de suspension, et à verser la somme de 40 000 livres à Patrice Évra. Les actes d'agression ne sont pas propres au football, ainsi dès 1978 la fédération de basket consacre un article de sa revue au déchaînement de la violence et écrit "Des actes de violence entre des joueurs opposés résultent généralement d'une escalade de la rudesse des contacts personnels. Cela peut commencer par des attouchements occasionnels, suivi par des mouvements de tenir l'adversaire plus intentionnellement ou par l'usage illégal des coudes, des épaules et hanches ou des genoux, ensuite par le fait de pousser et finalement de frapper l'adversaire ou lui donner des coups de poing. Tous ces contacts ne font naturellement pas partie de la rencontre et devraient être immédiatement pénalisés par les officiels du terrain. Mais le seuil des contacts personnels qui demandent une sanction n'est pas toujours facile à déterminer."

## Les violences contre les arbitres
Les arbitres et juges sont fréquemment pris à partie par les joueurs, insultes, des bousculades  des agressions violentes dans certains cas. Ces actes ont pris une telle ampleur qu'en France, le parlement a voté une loi et modifié le Code du sport en 2006, investissant les arbitres d'une mission de service public, ce qui rend les peines encourues au pénal bien plus lourdes, jusqu'à 5 ans de prison et 150 000 euros d'amende.

## Les violences sexuelles
Les violences sexuelles regroupent les agressions sexuelles, comportements basés sur l’utilisation de la force, menace, contrainte ou surprise de la part de l’agresseur mais également « [...]à travers la douceur et l’emprise que conférent certains brouillages affectifs, tels que les manipulations, les mensonges, les promesses, les secrets, etc. » Les atteintes sexuelles qui sont commises par un majeur sur un mineur de moins de 15 ans ; le harcèlement sexuel, violence sans impact sur l’intégrité physique de la victime et qui peut prendre la forme de chantage, d’invectives et humiliations ; d’attitudes d’exhibitionnisme ou de voyeurisme ; le bizutage qui peut se caractériser le par l’obligation d’accomplir des actes humiliants et dégradants par exemple zen début de saison sportive.
Depuis le milieu des années 1980, la question des abus sexuels subie par les athlètes obligent les grandes institutions sportives à se questionner. Plusieurs programmes de recherches ont été lancés avec pour objectif de savoir la fréquence de ces agissements. En France, une étude épidémiologique de l’INSERM sur les agressions sexuelles dans le milieu sportif dévoile que les adolescents qui pratiquent un sport sont plus à risques d’être victime d’agressions sexuelles que les adolescents non sportifs. Le taux d’expositions aux violences sexuelles des filles sportives est de 7% au lieu de 5% pour les filles non sportives ainsi que 3% contre 2% pour les garçons. Cependant, pour ce qui est des études canadiennes traitant ce sujet, peu d’études ont été dévoilées en lien avec la fréquence des actes de nature sexuels sur les athlètes. Une enquête a été produite par une experte dans ce domaine qui mentionne que 21,8% des participants affirment avoir eu des relations sexuelles avec une personne ayant une position d’autorité dans son milieu sportif.
Un documentaire de Pierre–Emmanuel Luneau-Daurignac diffusé sur Arte en mars 2020 (Prix média ENFANCE majuscule 2021, Catégorie Documentaire tourné à l'étranger) indique que  toutes les études concordent et que, fille ou garçon, avant ses 18 ans, un sportif sur sept subit des agressions sexuelles ou des viols. Le sujet a pris une grande ampleur médiatique après la publication du témoignage de l’ancienne patineuse Sarah Abitbol, dans son livre Un si long silence dans lequel elle affirme avoir été violée par son entraîneur alors qu’elle était mineure.
Il existe plusieurs motifs employés par les entraineurs qui expliquent les raisons pour lesquelles ils commettent des agressions sexuelles envers leurs athlètes. La culture du silence est un élément qui devient non seulement fréquent pour les victimes d’agressions sexuelles, mais également par les personnes étant dans l’entourage de l’agresseur. Effectivement, certaines personnes témoins craignent de dénoncer l’agresseur par peur d’être rejetées, par peur d’être la prochaine victime ou même par peur d’être entrainées dans un long processus de dénonciation. Un scénario qui devient courant dans les milieux sportif canadiens.
Le monde sportif se mobilise de plus en plus dans le but que des actions soient menées pour revendiquer le harcèlement et les abus sexuels que plusieurs athlètes subissent dans leur entourage sportif.Différents instruments juridiques internationaux sont mis en place pour lutter contre de tels agissements. Par exemple, « En droit international, la convention de 1989 est l’instrument juridique principal permettant d’assurer la protection des enfants au niveau de l’État. » Regroupant un grand nombre d’experts qui ont traité le sujet des agressions sexuelles, cette convention représente un outil juridique ayant eu une importance dans le monde sportif qui a pour initiative de protéger les athlètes mineurs contre les agressions sexuelles.

## Les violences des supporters
Depuis les années 1980 et surtout 1990, à cause du traumatisme causé par le drame du Heysel, le hooliganisme est perçu comme une menace pour l’ordre public mais les comportements déviants des supporters sont connus et étudiés depuis longtemps.
La fréquence des violences dans les rencontres sportives internationales conduit à des actions et à des conventions internationales. Le Conseil de l'Europe, dès 1985, adopte une Convention européenne sur la violence et les débordements de spectateurs lors de manifestations sportives et notamment de matches de football dont le préambule précise que "Considérant que la violence est un phénomène social actuel de vaste envergure, dont les origines sont essentiellement extérieures au sport, et que le sport est souvent le terrain d'explosions de violence ; Résolus à coopérer et à entreprendre des actions communes afin de prévenir et de maîtriser la violence et les débordements de spectateurs lors de manifestations sportives...
Article 1 : les Parties, en vue de prévenir et de maîtriser la violence et les débordements de spectateurs lors de matches de football, s'engagent à prendre, dans les limites de leurs dispositions constitutionnelles respectives, les mesures nécessaires pour donner effet aux dispositions de la présente Convention".
En France sont publiés divers textes légaux visant la répression et la prévention des violences.
Si la loi du  16 juillet 1984 est relative à l'organisation et à la promotion des activités physiques et sportives le premier texte consacré à la sécurité dans les manifestations sportives est la  loi du 6 décembre 1993, modifiée et complétée par des textes ultérieurs. La Loi du 5 juillet 2006 est relative à la prévention des violences lors des manifestations sportives.
La loi du 14 mars 2011 d'orientation et de programmation pour la performance de la sécurité intérieure, dans son article 60, ajoute au code des sports un article L. 332-16-1. prévoyant que le ministre de l'intérieur peut, par arrêté, interdire le déplacement individuel ou collectif de personnes se prévalant de la qualité de supporter d'une équipe ou se comportant comme tel sur les lieux d'une manifestation sportive et dont la présence est susceptible d'occasionner des troubles graves pour l'ordre public.
La loi du 10 mai 2016 tend à renforcer le dialogue avec les supporters et la lutte contre le hooliganisme.

## Organismes et institutions créés pour lutter contre la violence dans le sport.

### Délégué ministériel chargé de la lutte contre les violences dans le sport
Un délégué ministériel, nommé par décret, auprès du ministre chargé des sports, est chargé de participer à la conception et à la mise en œuvre de la stratégie nationale de prévention et de lutte contre les violences dans le sport. Ses missions sont de contribuer à renforcer le dispositif de traitement des signalements dans un cadre interministériel, d'apporter des éclairages  pour la mise en œuvre de la stratégie nationale en faveur de la prévention des violences sexuelles. Par décret du 10 juin 2020 Fabienne Bourdais, inspectrice générale de l'éducation, du sport et de la recherche, est nommée déléguée ministérielle.

### Commissionéthique et valeurs du sportau sein du  Conseil National du Sport (CNS)
Au sein du Conseil national des sports existe une commission éthique et valeurs du sport dont la mission est entre autres de  "procéder à l'analyse des évolutions des pratiques et à l'évaluation des actions entreprises par les collectivités publiques, les fédérations sportives et les autres parties prenantes dans la lutte contre les discriminations et violences de toute nature dans le champ des activités physiques et sportives".

### Fédérations sportives
Les fédérations sportives délégataires ont l’obligation depuis la loi du 1er mars 2017 d’adopter une Charte éthique et de déontologie déclinant la Charte du Comité national olympique et sportif français (CNOSF]. Certaines fédérations créent en leur sein des groupes de travail ou commission spécialisés afin de lutter contre les violences sportives ,.

### Commission nationale consultative de prévention des violences lors des manifestations sportives
La Commission nationale consultative de prévention des violences lors des manifestations sportives a la possibilité de prononcer la suspension ou la dissolution de toute association dont des membres ont commis en réunion, en relation ou à l'occasion d'une manifestation sportive, des actes répétés ou un acte d'une particulière gravité et qui sont constitutifs de dégradations de biens, de violence sur des personnes ou d'incitation à la haine ou à la discrimination contre des personnes à raison de leur origine, de leur orientation ou identité sexuelle, de leur sexe ou de leur appartenance, vraie ou supposée, à une ethnie, une nation, une race ou une religion déterminée.

## Responsabilité de l'auteur d'une violence
La responsabilité de l’auteur d’un comportement répréhensible dans le sport peut être disciplinaire, civile et pénale. Les modalités concernant les sanctions disciplinaires sont élaborées par chaque fédération agréée (dans le respect d’un règlement type élaboré par les autorités de l’État). La responsabilité civile concerne toute personne victime d’un dommage : sportifs, des dirigeants, des éducateurs, des entraîneurs, des arbitres, des stadiers, supporters et associations de supporters, clubs. Elle permet à une victime, la victime même en l'absence de sanctions pénales, d'obtenir réparation en application des règles du droit civil. Les règles de responsabilité pénale sont définies par le code pénal et visent certaines incivilités, les violences physiques, les violences verbales et psychologiques, les violences sexuelles et les discriminations. Les infractions, délits ou crimes visés sont communs à toute infraction mais il existe aussi des dispositions propres au sport. Ainsi , les peines encourues passent de 3 à 5 ans d’emprisonnement et de 45 000 à 75 000 euros d’amende lorsque les violences sont exercées sur un arbitre et qu’elles ont entraîné une incapacité totale de travail supérieure à 8 jours. Les articles L.332-3 à L.332-10 du code du sport répriment les troubles causés par les supporters.